# Titularbistum Eumenia
Eumenia ist ein Titularbistum der römisch-katholischen Kirche.
Es geht zurück auf ein früheres Bistum der gleichnamigen antiken Stadt in der kleinasiatischen Landschaft Phrygien im Westen der heutigen Türkei. Das Bistum gehörte der Kirchenprovinz Laodicea ad Lycum an.
| Titularbischöfe von Eumenia |                                                  |                                                          |                    |                    |
| Nr.                         | Name                                             | Amt                                                      | von                | bis                |
| 1                           | Louis-François Duplessis de Mornay OFMCap        | Koadjutorbischof von Québec (Kanada)                     | 26. Februar 1714   | 26. Dezember 1727  |
| 2                           | Erasmo Bortoni                                   |                                                          | 8. Februar 1730    |                    |
| 3                           | Francesco Agostino de La Roque B                 |                                                          | 11. September 1775 |                    |
| 4                           | Giuseppe Maria Alberti                           | Koadjutorbischof von Syros und Milos (Griechenland)      | 21. März 1843      | 30. Oktober 1851   |
| 5                           | Louis-Eugène Regnault                            | Koadjutorbischof von Chartres (Frankreich)               | 15. März 1852      | 17. Januar 1853    |
| 6                           | Ramón María de San José Moreno y Castañeda OCarm | Apostolischer Vikar von Niederkalifornien (Mexiko)       | 22. Dezember 1873  | 22. September 1879 |
| 7                           | Isidore-Joseph du Rousseaux                      |                                                          | 27. Februar 1880   | 13. Dezember 1880  |
| 8                           | Nicola Pace                                      | Altbischof von Amelia (Italien)                          | 12. Mai 1881       |                    |
| 9                           | Laurent Guillon M.E.P.                           | Apostolischer Vikar von Mandschurei (China)              | 28. Dezember 1889  | 2. Juli 1900       |
| 10                          | William Miller OMI                               | Apostolischer Vikar von Transvaal (Südafrika)            | 17. September 1904 | 9. November 1927   |
| 11                          | John Michael McNamara                            | Weihbischof in Baltimore Weihbischof in Washington (USA) | 16. Dezember 1927  | 26. November 1960  |
| 12                          | Theodorus Gerardus Antonius Hendriksen           | Weihbischof in Utrecht (Niederlande)                     | 21. Januar 1961    | 20. Dezember 2001  |